# من مادر هستم
من مادر هستم فیلمی در ژانر درام جنایی به کارگردانی فریدون جیرانی، تهیه‌کنندگی سید غلامرضا موسوی و نویسندگی لیلا لاریجانی و رحمان سیفی‌آزاد محصول سال ۱۳۸۹ است. این فیلم در تاریخ ۸ آذر ۱۳۹۱ بر روی پرده سینماهای ایران رفت. استقبال عمومی از این فیلم بالا بود چنان‌که این فیلم رکورد بیشترین فروش روزانهٔ یک فیلم غیر کمدی را که قبلاً در اختیار جدایی نادر از سیمین بود، شکست و به فروش ۹۳ میلیون تومانی با اکران در ۱۵ سالن سینما دست یافت.

## بازیگران
| بازیگران       | نقش           | توضیحات                                |
| -------------- | ------------- | -------------------------------------- |
| باران کوثری    | آوا دلنواز    | دختر نادر و ناهید، معشوقه پدرام و سعید |
| فرهاد اصلانی   | نادر دلنواز   | پدر آوا، همسر ناهید، معشوقه سابق سیمین |
| پانته‌آ بهرام   | سیمین کاشف    | همسر سابق سعید، معشوقه نادر            |
| هنگامه قاضیانی | ناهید مشرقی   | مادر آوا، همسر نادر                    |
| حبیب رضایی     | سعید کشاورز   | همسر سابق سیمین، معشوقه آوا            |
| امیرحسین آرمان | پدرام پنداشته | معشوقه آوا                             |
| ناصر طهماسب    | دکتر          | پزشک سیمین                             |
| آرمان صورتگر   | آرمان         | وکیل سیمین                             |

## خلاصه فیلم
فیلم دربارهٔ زندگی دو خانواده مرفه است که در حال فروپاشی است. در این میان حوادثی که برای آوا (باران کوثری) ، دختر یکی از خانواده‌ها که نوزده سال دارد پدید می‌آید، سبب برملا شدن بسیاری از رازهای زندگی آدم‌های قصه می‌شود. این دختر ۱۹ ساله که آوا نام دارد توسط دوست خانوادگی خود به نام سعید (حبیب رضایی) مورد تجاوز قرار می‌گیرد و به سبب انتقام از او دست به قتل سعید می‌زند. در همین حین ناهید (هنگامه قاضیانی) ، مادر آوا، قتل را به عهده می‌گیرد. اما نهایتاً آوا اعتراف به حامله بودن از سعید و همچنین قتل سعید می‌کند که …

## حاشیه در اکران
این فیلم با مخالفت شدید انصار حزب‌الله روبه رو شد سایت یالثارات پایگاه خبری انصار حزب‌الله ۱۹ مهر در مقابل ساختمان وزارت ارشاد تجمع کرده و با مبتذل خواندن این فیلم، درخواست لغو مجوز این فیلم و سه فیلم دیگر (من همسرش هستم، پل چوبی و برف روی کاج‌ها) را داشتند.
با آغاز نمایش عمومی فیلم در، بار دیگر در اعتراض، درخواست لغو مجوز را تا پایان روز سه شنبه ۷ آذر داشتند و اعلام کردند در غیر این صورت، بار دیگر تجمع خواهند کرد. در افتتاحیه این فیلم مخالفین این فیلم با فریدون جیرانی کارگردان فیلم به بحث پرداختند
اما بار سوم در تاریخ ۱۱ آذر به تجمع پرداختند که در مقابل آنها طرفداران جیرانی شعار می‌دادند. به دنبال این اعتراضات، این فیلم در قم و مشهد اکران نشد.
در تبریز نیز انصار حزب‌الله تبریز مانع اکران فیلم شد. بدین ترتیب سینماهای تبریز این فیلم را پخش نکردند. همچنین سازندگان فیلم انصار حزب‌الله را به تماشای فیلم دعوت کردند
به دنبال بالاگرفتن اعتراضات علیه فیلم «من مادر هستم» و طرح شکایت از سوی جمعی از مخالفان اکران این فیلم، دادستانی تهران از تشکیل پرونده این فیلم در شعبه نهم بازپرسی دادسرای کارکنان دولت خبر داد.
این احضار درحالی رخ داده‌است که جمعی از مخالفان این فیلم که خود را انصار حزب‌الله می‌نامند با تجمع در برابرِ وزارت ارشاد به اکران فیلم «من مادر هستم» اعتراض کردند. فریدون جیرانی، کارگردان و غلامرضا موسوی، تهیه‌کننده فیلم من مادر هستم همراه با جواد شمقدری، رئیس سازمان سینمایی، به دنبال شکایت انصار حزب‌الله، به دادسرای کارکنان دولت احضار شدند. همچنین ائمه جمعه به این فیلم حمله کردند و بانمایش آن مخالفت کردند نشست فیلم سینمایی «من مادر هستم» به کارگردانی فریدون جیرانی در فرهنگسرای «رسانه» به حاشیه کشیده شد؛ و منجر به درگیری لفظی و فیزیکی گردید در پی اعتراضات به فیلم من مادر هستم ساخته فریدون جیرانی، وزارت ارشاد ایران اعلام کرد که بدون برداشتن فیلم از اکران، اصلاحاتی در این فیلم انجام می‌شود. مهدی عظیمی میرآبادی، سرپرست شورای نظارت و ارزشیابی وزارت ارشاد اعلام کرد «برای جلوگیری از هر گونه سوءتفاهم یا برداشت نادرست در خصوص حکم حیات‌بخش قصاص، تغییر و حذف لازم در انتهای فیلم سینمایی من مادر هستم تعیین و ابلاغ شد.»